# Ujung Kulon
Der Nationalpark Ujung Kulon an der Südwestspitze der Insel Java ist der erste Nationalpark Indonesiens. Die große Bedeutung ergibt sich aus dem Artenreichtum der Tierwelt, insbesondere der dort lebenden Java-Nashörner und dem größten Tieflandregenwald auf Java sowie der umgebenden Meeresfauna.

## Geographie
Der Nationalpark liegt im Südwesten Javas und ist Teil des Bezirks von Pandeglang. Im Osten des Nationalparks verläuft der Höhenzug Gunung Honje in Nord-Süd-Richtung, der sich bis auf 620 m Höhe erhebt. Am südlichen Ende schließt sich in westlicher Richtung eine Halbinsel an. Dieser Halbinsel sind im Norden weitere Inseln wie Handeuleum, Peucang sowie Panaitan vorgelagert. Die Landfläche umfasst 76.214 Hektar, die angrenzende Meereszone weitere 44.337 Hektar. Die Halbinsel Ujung Kulon ist überwiegend flach, mit Ausnahme des Gunung Payung mit 480 m Höhe im Südwesten. Panaitan hat mit dem Gunung Raksa eine zentrale Erhebung auf 360 m. Der Krakatau-Archipel liegt ca. 60 km nördlich der Halbinsel Ujung Kulon in der Sunda-Straße zwischen Java und Sumatra und umfasst 2500 Hektar.
Westlich des Gunung Honje schließt sich ein schmaler Landstreifen an, bevor breite Sandstrände an die Sundastraße grenzen. Die Nordostküste der Halbinsel ist überwiegend sumpfig. Im Norden und Westen wechseln sich schmale Sandstrände und Riffe ab. Im Südwesten fallen die Hügel steil zum Meer ab. Der Süden wird von breiten Sandstränden dominiert.
Das Klima ist tropisch mit Temperaturen zwischen 25 und 30 °C sowie 80–90 % Luftfeuchtigkeit. Die Regenzeit geht etwa von Oktober bis April und bringt neben hohen Niederschlägen (400 mm im Dezember und Januar) auch heftige Westwinde. Die trockensten Monate sind zwischen Juli und September.

## Geschichte
Die Ujung-Kulon-Halbinsel wurde bereits 1921 zum Naturreservat erklärt. 1937 wurden die Inseln Peucang, Handeuleum und Panaitan hinzugefügt, 1958 der Gunung-Honje-Höhenzug. 1980 wurde Ujung Kulon zusammen mit dem Krakatau-Naturreservat zum Nationalpark erhoben und schließlich 1992 von der UNESCO als Weltnaturerbe anerkannt.

## Flora und Fauna

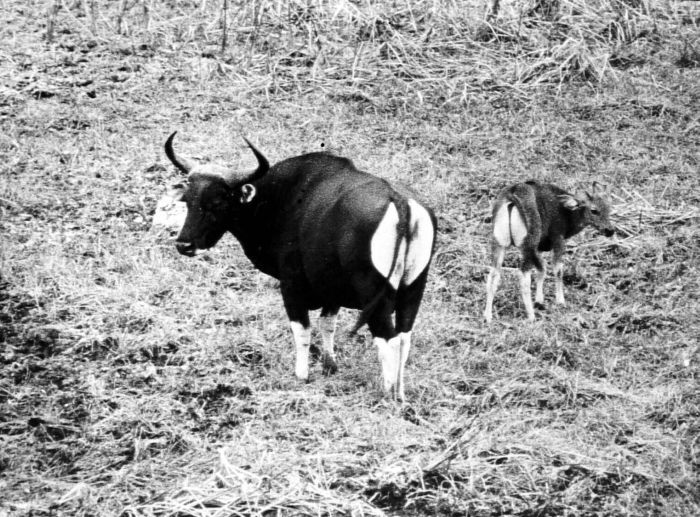
Bantengs im Nationalpark (1941)

Die Vegetation ist von großer Vielfalt geprägt. Dazu gehören ursprünglicher tropischer Regenwald, Mangroven, Süßwassersümpfe und Küstenbewaldung. Überall sind blüten- und früchtetragende Pflanzen zu finden.
Es sind über 310 Tierarten verzeichnet, darunter Säugetiere, Reptilien und Vögel sowie unzählige Insektenarten. Im Ujung-Kulon-Nationalpark leben noch 50 bis 60 Java-Nashörner; dies sind die letzten Tiere dieser Art. Während die Nashörner, bis auf ihre zahlreichen Spuren, nur extrem selten gesehen werden, tauchen auf den Lichtungen Banteng-Wildrinder öfter auf. Auch Mähnenhirsche, Muntjaks, Wildschweine, Pustelschweine, Kantschile und Makaken und Languren sind häufig zu sehen. Vor allem in Flussnähe können Warane, Pythons, Schildkröten und vereinzelt Krokodile beobachtet werden. Zu den auffälligsten Vögeln zählen der Nashornvogel, Eisvogel, Seeadler und die Bienenfresser-Arten Blauschwanzspint und Malaienspint. Gegen Abend zeigen sich Flughunde und Fledermäuse. Selten sind Beobachtungen von Leoparden, Wildhunden und Gibbons.
Um die Küste herum gibt es einige Riffe und farbenprächtige Korallenbänke, die Heimat zahlreicher Meereslebewesen sind.

## Tourismus

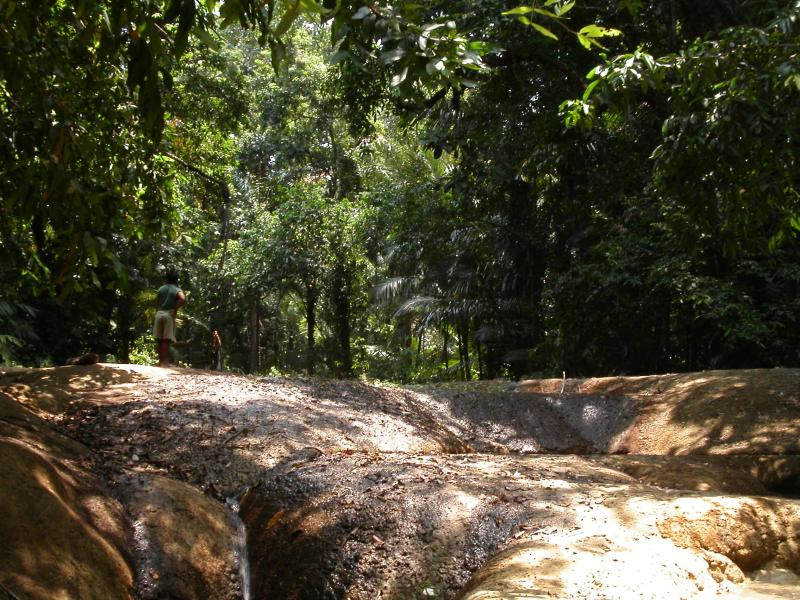
Katerakt Curug Cigenter

Ausgangspunkt von Touren in den Ujung-Kulon-Nationalpark ist die Stadt Labuan an der Sunda-Straße, zu erreichen von Jakarta mit dem Taxi oder Bus in 3 bis 5 Stunden. In Labuan befindet sich die Parkverwaltung, die die Besuchserlaubnis erteilt. Auf Peucang gibt es Gästehäuser unterschiedlicher Ausstattung und ein Restaurant, auf Handeuleum ein weiteres einfaches Gästehaus; die Verfügbarkeit sollte vorher bei Parkverwaltung erfragt werden. In Labuan bzw. im benachbarten Badeort Carita werden auch Touren in den Nationalpark angeboten. Die Überfahrt zum Krakatau dauert mit dem Motorboot etwa zwei Stunden, zum Ujung Kulon ungefähr vier Stunden. Auf dem Landweg kann man mit dem Bus von Labuan weiter nach Taman Jaya (etwa 5 Stunden) fahren und dort entweder ein Boot mieten oder zu Fuß durch den Park wandern. Ein Führer ist obligatorisch. Da es bis auf Peucang keine Verpflegungsmöglichkeit gibt, ist alles Essen mitzunehmen. Wasser ist an einigen Stellen im Park vorhanden, muss aber entsprechend gefiltert und abgekocht werden.
Von Handeuleum aus kann eine Kanufahrt auf dem Fluss Cigentar unternommen werden, an die sich ein 2 km langer Marsch durch den Dschungel zu einem Katarakt anschließen kann. An der Mündung des Cigentar befindet sich eine Lichtung mit einem Beobachtungsturm.
Von Peucang aus kann auf die Halbinsel übergesetzt werden zu der Lichtung von Cidaon mit einem Beobachtungsturm oder nach Cibom und dem Leuchtturm Tanjung Layar am westlichsten Punkt Javas. Weitere Wanderungen an die Südküste oder den Norden sind möglich. Peucang bietet auch schöne Korallenriffe zum Schnorcheln.
Von Taman Jaya aus bieten sich verschiedene Wege durch den Park zur Südküste und von dort nach Peucang (mindestens 2 Tage einplanen). Unterwegs gibt es einige Unterstände zum Übernachten, ein Zelt mitzunehmen ist aber von Vorteil. Eine vollständige Umrundung der Halbinsel ist aufgrund der Sümpfe im Nordosten nicht möglich. Es gibt über 100 km Wanderwege, die aufgrund des Naturschutzes zum größten Teil küstennah verlaufen und nur selten in das Innere der Halbinsel führen.
In einer Höhle in Sanghyang Sirah im Südwesten befindet sich eine muslimische Gedenkstätte, die bisweilen von einheimischen Pilgergruppen aufgesucht wird.
Der Süden Panaitans bietet ideale Wellen zum Surfen. Auf Panaitan wurde unter fragwürdigen Umständen 2005 ein Surfcamp errichtet, das mittlerweile (2009) wieder aufgegeben wurde. Auf dem Berg Gunung Raksa befindet sich eine Statue der Hindu-Gottheit Ganesha.